# White Plains (New York)
White Plains ist eine Stadt in Westchester County des Bundesstaates New York, rund 46 Kilometer nördlich von New York City.
Das U.S. Census Bureau ermittelte bei der Volkszählung 2020 eine Einwohnerzahl von 59.559.
White Plains ist Verwaltungssitz (County Seat) von Westchester County und eine Principal City der New York–Newark–Jersey City, NY–NJ–PA Metropolitan Statistical Area, die wiederum Teil der New York Metropolitan Area ist.

## Die Stadt

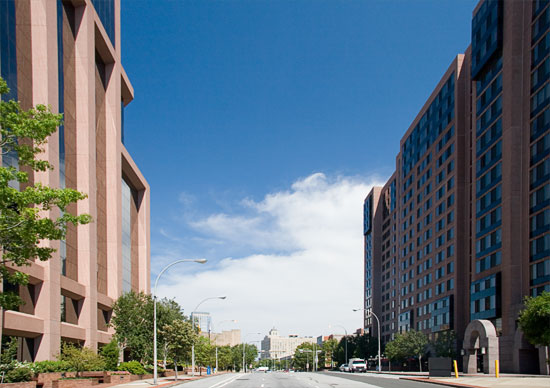
Straße im Bankenviertel von White Plains

White Plains ist möglicherweise die wichtigste Vorstadt, die außerhalb der Stadtgrenzen von New York City entstanden ist. Die Siedlung datiert auf die koloniale Zeit zurück (der Name ist eine Übersetzung der indianischen Ortsbezeichnung Quarropas, Weiße Ebenen). Seit Mitte der 1980er Jahre erlebt sie einen riesigen Aufschwung an Gewerbeimmobilien und Wohnhäusern.
Um 2000 herum haben viele wichtige Unternehmen, die ihren Hauptsitz bislang in New York City hatten, diesen nach White Plains verlegt. Auch der Bau des White Plains Galleria Malls trug dazu bei, eine Bauwelle in der Innenstadt sowie an der Westchester Avenue (New York Staatsstraße 119) auszulösen, mit einer Reihe von Wolkenkratzern, Kaufhäusern und Mehrfamilienhäusern.
In den letzten zehn Jahren dauerte diese Entwicklung an, so dass die Stadt inzwischen zum Schwerpunkt für Einzelhandel und Verwaltung in Westchester County geworden ist. Ein neues Gerichtsgebäude für den Südlichen Bezirk von New York wurde 1998 eröffnet. Der Zuzug sowohl vieler Migranten (überwiegend aus Mexiko) als auch städtischer Akademiker, die durch die schnelle Verbindung nach Midtown Manhattan (30 Minuten mit dem Expresszug) angezogen wurden, verleiht der Stadt eine weltoffene Atmosphäre.
Obwohl die Lebenshaltungskosten niedriger als in New York City sind, gehören White Plains und Westchester County aufgrund ihrer Nähe zu New York City zu den Städten bzw. Countys mit den höchsten Lebenshaltungskosten in den USA.
White Plains ist auch der Standort einer der sechs Deutschen Schulen in den USA, der Deutschen Schule New York.

## USS White Plains
White Plains war der Austragungsort einer Schlacht im Unabhängigkeitskrieg der USA, der Schlacht von White Plains am 28. Oktober 1776. Zum Gedenken an diese Schlacht wurden zwei Schiffe der US Navy auf USS White Plains getauft:
- White Plains: Ein Begleit-Flugzeugträger der Casablanca-Klasse im Pazifik (1943–1946). Das Schiff erhielt zahlreiche Auszeichnungen für seine Rolle bei der Schlacht um Samar.
- USS White Plains (AFS-4): Versorgungsschiff der Mars-Klasse (1968–1995)

## Demografie
Hier eine Tabelle mit den Einwohnerzahlen der Volkszählungen von 1900 bis 2020:
| Jahr | Einwohner |
| ---- | --------- |
| 1900 | 7.899     |
| 1910 | 15.045    |
| 1920 | 21.031    |
| 1930 | 35.830    |
| 1940 | 40.327    |
| 1950 | 43.366    |
| 1960 | 50.485    |
| 1970 | 50.346    |
| 1980 | 46.999    |
| 1990 | 48.718    |
| 2000 | 53.077    |
| 2010 | 56.853    |
| 2020 | 59.559    |
Die bei der Volkszählung im Jahr 2000 ermittelten 53.077 Einwohner von White Plains lebten in 20.921 Haushalten; darunter waren 12.704 Familien. Die Bevölkerungsdichte betrug 2.091 pro km². Im Ort wurden 21.576 Wohneinheiten erfasst. Unter der Bevölkerung waren 64,9 % Weiße, 15,9 % Afroamerikaner, 4,5 % Asiaten, 0,3 % amerikanische Indianer und 10,4 % von anderen Ethnien; 3,9 % gaben die Zugehörigkeit zu mehreren Ethnien an.
Unter den 20.921 Haushalten hatten 26,9 % Kinder unter 18 Jahren; 45,7 % waren Single-Haushalte. Die durchschnittliche Haushaltsgröße war 2,47, die durchschnittliche Familiengröße 3,14 Personen.
Die Bevölkerung verteilte sich auf 21,2 % unter 18 Jahren, 7,5 % von 18 bis 24 Jahren, 32,5 % von 25 bis 44 Jahren, 23,6 % von 45 bis 64 Jahren und 15,2 % von 65 Jahren oder älter. Der Median des Alters betrug 38 Jahre.
Das durchschnittliche Haushaltseinkommen betrug 58.545 $, der Median des Familieneinkommens 71.891 $; gemäß einer Schätzung durch das United States Census Bureau stiegen diese beiden Größen bis 2007 auf 73.744 $ und 92.215 $. Das zur Volkszählung 2000 ermittelte Prokopfeinkommen in White Plains betrug 33.825 $. Unter der Armutsgrenze lebten 9,2 % der Familien und 12,4 % der Bevölkerung.

## Söhne und Töchter der Stadt
- Thomas Cornell (1814–1890), Politiker und Vertreter von New York im US-Repräsentantenhaus
- Edmund Francis Gibbons (1868–1964), römisch-katholischer Bischof von Albany
- Edmund Franklin Ward (1892–1990), Illustrator und Maler
- Alfred Romer (1894–1973), Paläontologe
- Bert Lown (1903–1962), Jazz-Violinist, Komponist und Bigband-Leader
- Joseph Campbell (1904–1987), Professor und Publizist auf dem Gebiet der Mythologie
- Dan Duryea (1907–1968), Schauspieler
- Edward Dennis Head (1919–2005), römisch-katholischer Bischof von Buffalo
- James Whitmore (1921–2009), Schauspieler
- Arnold Skaaland (1925–2007), Profiwrestler und Wrestlingmanager
- W. David Kingery (1926–2000), Materialwissenschaftler
- Emily McLaughlin (1928–1991), Schauspielerin
- Ralph Waite (1928–2014), Schauspieler
- George Elwood Smith (1930–2025), Physiker (Nobelpreisträger 2009)
- Paul P. Carbone (1931–2002), Onkologe
- Robert L. Spitzer (1932–2015), Professor für Psychiatrie
- Alan Landsburg (1933–2014), Filmproduzent, Regisseur und Autor
- J. M. Bumsted (1938–2020), US-amerikanisch-kanadischer Historiker und Hochschullehrer
- J. David Bowman (* 1939), experimenteller Kernphysiker und Teilchenphysiker
- William Hollrock (* 1940), Bobsportler
- Dominick John Lagonegro (* 1943), römisch-katholischer Weihbischof in New York
- Edward Bryant (1945–2017), Schriftsteller
- Scott H. Reiniger (* 1948), Regisseur, Schauspieler und Fürst
- Rebecca Goldstein (* 1950), Philosophin und Autorin
- Craig Siebert (1951–1991), Automobilrennfahrer
- Mike Ward (* 1951), Politiker und Vertreter von Kentucky im US-Repräsentantenhaus
- James D. Macdonald (* 1954), Science-Fiction-, Fantasy- und Mystery-Schriftsteller und Kritiker
- Joseph Polchinski (1954–2018), theoretischer Physiker
- Jeff Tucker (* 1956), Rennrodler
- Art Monk (* 1957), American-Football-Spieler
- Jonathan Larson (1960–1996), Komponist und Dramatiker
- David E. Sanger (* 1960), Journalist
- Steve Wacholz (* 1962), Metal-Schlagzeuger
- Frank Bruni (* 1964), Journalist, Publizist und Chefrestaurantkritiker der New York Times
- Erik Fosnes Hansen (* 1965), norwegischer Schriftsteller
- Leon Parker (* 1965), Jazz-Schlagzeuger
- Carolyn Bessette-Kennedy (1966–1999), Ehefrau des Juristen und Verlegers John F. Kennedy Jr.
- Gordy Sheer (* 1971), Rennrodler
- Mike McGlone (* 1972), Schauspieler und Schriftsteller
- Chris Murphy (* 1973), Politiker und Vertreter von Connecticut im US-Repräsentantenhaus und im US-Senat
- David Harbour (* 1975), Schauspieler
- Dominic Pace (* 1975), Schauspieler
- John Menick (* 1976), Videokünstler, Installationskünstler und Autor
- Erin Cardillo (* 1977), Schauspielerin
- DJ Danger Mouse (* 1977), Hip-Hop-Produzent
- Andrew Goldberg (* 1978), Filmproduzent und Comedy-Autor
- Mary Bronstein (* 1979), Schauspielerin, Filmregisseurin und Drehbuchautorin
- Eloise Wellings (* 1982), US-amerikanisch-australische Langstreckenläuferin
- Channing Frye (* 1983), Basketballspieler
- Phil Klay (* 1983), Schriftsteller und Soldat des U.S. Marine Corps
- Vanessa Rousso (* 1983), Pokerspielerin
- Noah Fleiss (* 1984), Filmschauspieler
- Mark Zuckerberg (* 1984), Gründer von Facebook
- Torey Thomas (* 1985), Basketballspieler
- Greg Squires (* 1988), US-amerikanisch-chinesischer Eishockeyspieler
- Ryan McKiernan (* 1989), US-amerikanisch-irischer Eishockeyspieler
- Felice Mueller (* 1989), Ruderin
- Kathryn Himoff (* vor 1990), Filmeditorin
- Christian Lölkes (* 1990), Künstler, Ausstellungsmacher und Hacker
- Julius Rodriguez (* 1998), Jazzmusiker
- Sonia Citron (* 2003), Basketballspielerin
- Claire Weinstein (* 2007), Schwimmerin
- Roberto Schaefer (Geburtsjahr unbekannt), Kameramann